# 피칸치
《피칸치》는 일본의 쓰쓰미 유키히코 감독이 제작한 영화이다. 음악 그룹 아라시의 일원들이 이 영화의 주연을 맡았다. 이듬해에는 후속편으로 피칸치 더블이 제작 · 개봉되었다. 국내에서는 개봉되지 않은 영화이다. 원안은 같은 소속사 선배 그룹인 V6의 멤버인 이노하라 요시히코가 써 화제를 모으기도 했다.

## 출연

### 주연
- 마츠모토 준(아라시)
- 오노 사토시(아라시 리더)
- 이노하라 요시히코(V6 겸 출현자 겸 이영화의 원안)
- 아이바 마사키(아라시)
- 니노미야 카즈나리(아라시)
- 사쿠라이 쇼(아라시)

### 조연
- 아키야마 나츠코
- 반 안리
- 한카이 카즈아키
- 타야마 료세이
- 야마자키 하지메
- 긴푼초
- 이마에 후유코
- 노조에 요시히로

## 제작진
- 감독: 쓰쓰미 유키히코
- 각본: 가와하라 마사히코
- 원안: 이노하라 요시히코(V6)